# Сборная США по регби-7
Сборная США по регби-7 (англ. United States national rugby sevens team) — национальная сборная США, представляющая эту страну в международных соревнованиях по регби-7. Управляет сборной национальный Регбийный союз США, тренер сборной с 2014 года — Майк Фрайдей.
Сборная США является регулярным участником Мировой серии по регби-7 с момента её основания, выступая на правах хозяев в специально включённом этапе. С сезона 2008/2009 сборная не опускается ниже 12-го места в итоговом зачёте; высшее достижение по итогам сезона — второе место в сезоне 2018/2019; трижды команда выигрывала этапы Мировой серии (в 2015 году в Лондоне, в 2018 и 2019 годах дома). В 2016 году сборная дебютировала на Олимпиаде, заняв 9-е место; высшим достижением на чемпионатах мира является 6-е место в 2018 году, а на Панамериканских играх в 2011, 2015 и 2019 годах сборная брала бронзовые медали.
Сборная по регби-7 играла традиционно подготовительную роль для игроков, которые намеревались попасть в основную сборную, но с января 2012 года роль сборной выросла после включения регби-7 в олимпийскую программу, начиная с 2016 года: игроки обрели статус профессионалов, получив право заключать постоянные контракты. В сборной играют спортсмены, пришедшие из других видов спорта, в том числе Перри Бейкер (американский футбол) и Карлин Айлз (лёгкая атлетика). Роль второй сборной играла команда «Ю-Эс-Эй Фэлконс», игравшая в ряде турниров.

## История
Одними из первых турниров, на которых выступала сборная США по регби-7, были Гонконгские турниры 1986 и 1988 годах: команда, известная под названием «Американские Орлы» (англ. American Eagles) выиграла Тарелку. Дебют сборной на чемпионате мира состоялся в 1993 году, в Мировой серии — в сезоне 1999/2000 (девять этапов из десяти возможных).

## Выступления в Мировой серии

### Ранние годы (1999—2011)

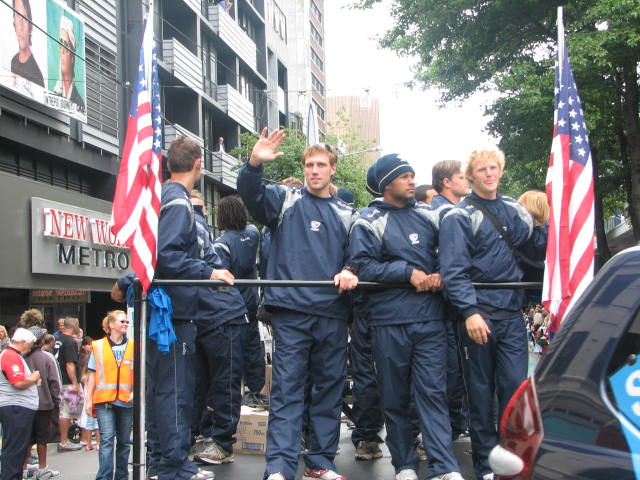
Сборная США на этапе в Веллингтоне в 2008 году

Сборная США является бессменным участником Мировой серии с самого первого сезона 1999/2000. На первых этапах за сборную выступал фиджийский легкоатлет Джовеса Наивалу, который установил рекорд по попыткам, перебитый позже Заком Тестом. Однако команда с сезона 2002/2003 по сезон 2006/2007 выступала крайне нестабильно. Поворотным моментом для сборной стал сезон 2007/2008, когда сборная США выступила на шести из восьми этапов: на этапе в ЮАР 2007 года американцы сенсационно обыграли сборные Франции и Самоа, заняв итоговое 6-е место на этапе. Звездой той команды был Крис Уайлз, занёсший 26 попыток за сезон. Благодаря этому успеху IRB (Международный совет регби) присвоил американской сборной статус «команды ядра», позволяющий ей выступать на всех восьми этапах без прохождения предварительной квалификации.
По итогам сезона 2008/2009 сборная заняла 11-е место, а на домашнем этапе 2009 года сборная дошла до полуфинала, что стало её высшим домашним достижением. Во многом этому способствовали 30 очков, набранные Несе Малифа. В сезоне 2009/2010 команда поднялась на 10-е место: всё тот же Несе Малифа и Мэтт Хоукинс помогли команде занять 9-е место на домашнем этапе 2010 года и выиграть Чашу, а в том же году в Австралии сборная США впервые в истории вышла в финал, сенсационно пройдя по пути англичан, валлийцев и аргентинцев. В сезоне 2010/2011 команда заняла 12-е место в связи с тем, что ряд сильных игроков не удалось вызвать (в том числе рекордсмена предыдущего сезона по попыткам Ника Эдвардса и рекордсмена по набранным очкам Несе Малифа). К тому моменту игроки многих сборных обрели статус профессионалов, и США необходимо было следовать за этим трендом.

### Начало профессиональной эры (2011—2014)

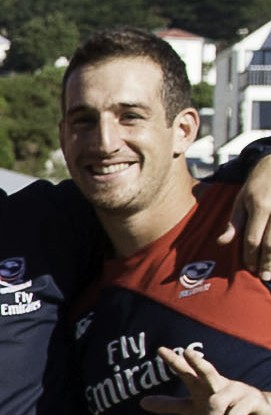
Зак Тест

В сезоне 2011/2012 для сборной США произошли серьёзные изменения: с 15 игроками усилиями USA Rugby были заключены профессиональные контракты, что помогло перевести команду на профессиональный статус. Тем не менее, моментального улучшения выступлений не наступило: в отставку ушёл тренер Эл Каравелли, а его преемником стал Александр Маглеби. По итогам сезона команда стала 11-й в общем зачёте, не выйдя ни разу в четвертьфинал на 9 этапах. Из игроков выделялись капитан команды Шелом Суниула, рекордсмен по попыткам Зак Тест и Колин Хоули.
В сезоне 2012/2013 число команд ядра расширилось с 12 до 15, однако три худшие команды при этом выбывали из числа команд ядра. У сборной США после первых двух этапов было последнее место, однако в пяти из семи последующих турниров американцы выходили в четвертьфинал, а в последних трёх турнирах вошли в Топ-6. На этапе в Японии американцы впервые с 2001 года заняли 5-е место и выиграли Тарелку, повторив этот успех и на этапе в Шотландии, а Ник Эдвардс стал в Шотландии лучшим бомбардиром по попыткам (8). Итогом стало 11-е место США и попадание Ника Эдвардса и Зака Теста в число рекордсменов по попыткам (20 и 18 соответственно). Тренер сборной Алекс Маглеби ушёл в отставку после завершения сезона.
В сезоне 2013/2014 под руководством Мэтта Хоукинса сборная США выступила неубедительно, закончив Мировую серию на 13-м месте. Лидером команды стал Зак Тест с 23 попытками и 119 очками по итогам сезона; отличились также Карлин Айлз (17 попыток, в том числе 6 на этапе в Веллингтоне 2014 года) и новичок Мэдисон Хьюз с 34 забитыми голами. На Хоукинса возложили вину за уход из команды ветеранов в лице Колина Хоули и Шелома Суниулы, в итоге в конце сезона он покинул команду.

### Топ-6 (с 2014)

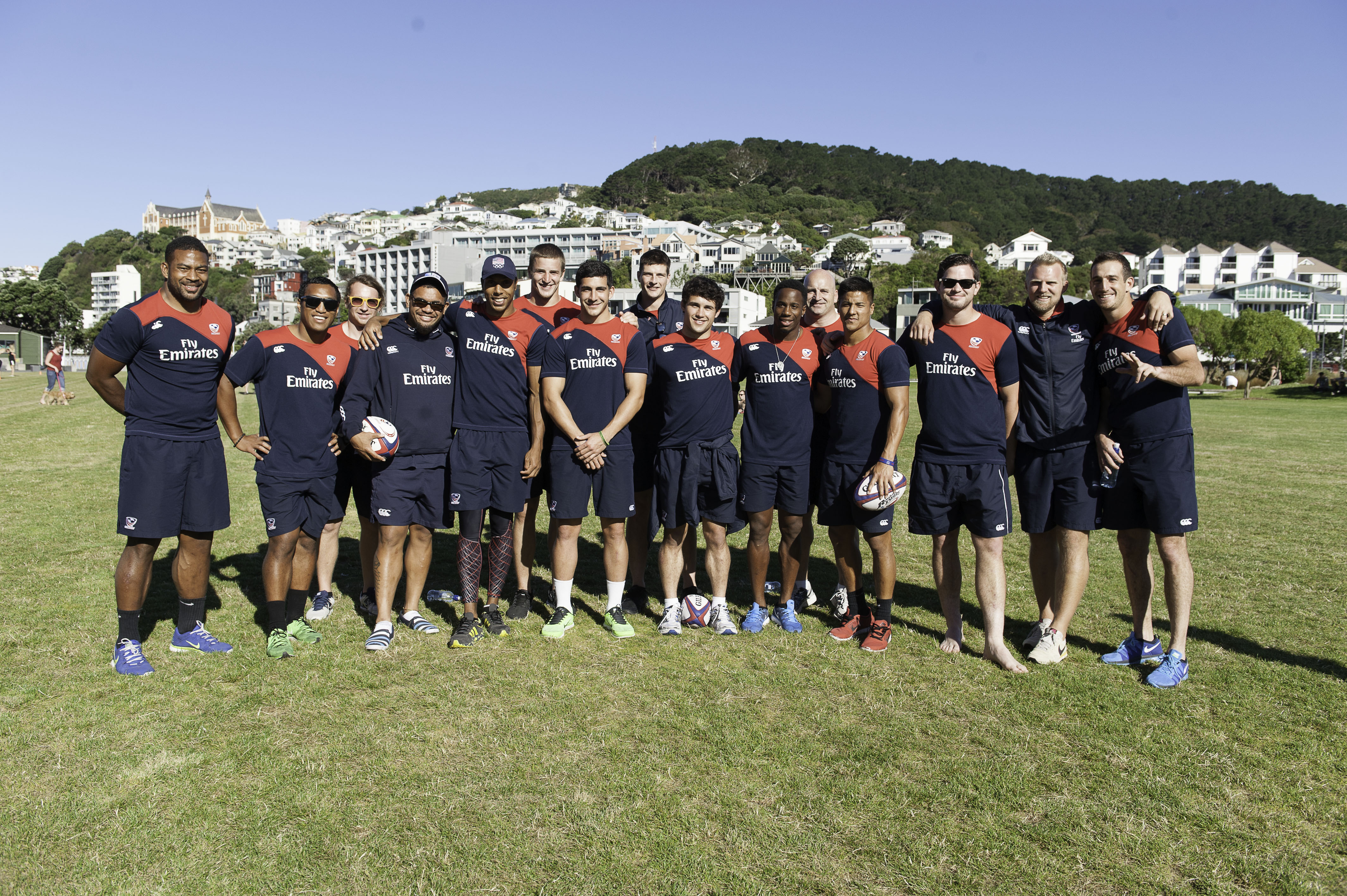
Сборная США в 2014 году

Сезон 2014/2015 стал лучшим на тот момент для сборной США по регби-7: команду тренировал Майк Фрайдей, приглашённый в команду летом 2014 года. Сборная США заняла рекордное для себя 6-е место в Мировой серии, отметившись также первым выигранным в истории этапом Мировой серии — в 2015 году в Лондоне они переиграли в финале Австралию, выиграв разыгрывавшийся Кубок. По итогам сезона Карлин Айлз занёс рекордные 32 попытки, а Мэдисон Хьюз набрал рекордные 296 очков.
В начале сезона 2015/2016 на этапе в Дубае сборная США нанесла сенсационное поражение Новой Зеландии на групповом этапе со счётом 14:12, дойдя до полуфинала: в игре за 3-е место они снова встретились с новозеландцами и снова одержали победу 31:12. На этапе в ЮАР в 2015 году в розыгрыше Тарелки новозеландцы снова были повержены американцами 28:14. Итогом сезона 2015/2016 стало 6-е место: Перри Бейкер занёс 48 попыток, а Мэдисон Хьюз набрал 331 очко, перебив прежние американские рекорды в Мировой серии.
Начало сезона 2016/2017 было неубедительным для США: после первых трёх этапов команда шла на 11-м месте в Мировой серии, что было связано с отсутствием ключевых игроков, выступавших в предыдущем сезоне. Ситуация переменилась ближе к середине сезона. Во второй половине сезона команда впервые в истории вышла в четыре полуфинала этапов Мировой серии подряд: в США (3-е место), в Канаде (Перри Бейкер занёс 9 попыток и довёл их итого до 100), Гонконге и Сингапуре. Итогом стало 5-е место в сезоне — рекорд для команды. Перри Бейкер стал рекордсменом по попыткам в сезоне (57) и рекордсменом по очкам (285), третье место по очкам занял Мэдисон Хьюз (279). Также и Дэнни Барретт попали в символическую сборную сезона 2016/2017, а Бейкер выиграл приз лучшего игрока в регби-7 по версии World Rugby.
Сезон 2017/2018 начался для США неудачно: Перри Бейкер на первом этапе в Дубае перенёс сотрясение головного мозга, и команда в итоге заняла последнее место в Дубае. Однако команда сумела добраться до полуфинала этапа в Австралии, а затем и выиграть домашний этап — вернувшийся Перри Бейкер занёс 8 попыток и стал лучшим бомбардиром по попыткам, а Бен Пинкельман и Дэнни Барретт вместе с ним попали в символическую сборную турнира. Команда демонстрировала в дальнейшем неоднозначные результаты: трижды она не выходила даже в четвертьфинал Кубка и трижды доходила до полуфинала Кубка. Итогом стало 6-е место.
В сезоне 2018/2019 сборная США начала выступления уверенно и дошла до финалов в Дубае, ЮАР, Новой Зеландии и Австралии — впервые эта команда не только вышла в четыре финала подряд, но и даже занимала первое место в общем зачёте. На пятом этапе в США американцы выиграли у Самоа 27:0, одержав вторую победу подряд на домашнем этапе Мировой серии и укрепив лидерство. Некоторое время США находились на лидирующей позиции, однако на двух последних этапах в Лондоне и Париже проиграли в полуфиналах своим конкурентам — сборной Фиджи — и упустили победу в Мировой серии, отдав фиджийцам победу и заняв 2-е место. Таким образом, сборная США установила несколько рекордов — высшее достижение (2-е место по итогам серии), пять выходов в финал подряд и достижение стадии полуфинала на всех этапах. Карлин Айлз занёс 52 попытки и стал рекордсменом среди всех игроков.
На момент остановки Мировой серии 2019/2020, вызванной пандемией COVID-19, сборная занимала 8-е место после двух этапов: причиной такого результата было также и отсутствие нескольких игроков, игравших на чемпионате мира в Японии.
На Олимпийских играх 2020 года сборная США заняла 6-е место, показав свой лучший олимпийской результат, а в 2024 году в Париже заняла 8-е место. 9 августа 2024 года главный тренер сборной США Майк Фрайдей объявил о том, что покидает сборную после 10 лет работы.

### Статистика по сезонам
| Сезон     | Место      | Очки | Этапы   | Кубки | Тарелки | Чаши* | Щиты | Рекордсмены по попыткам | Рекордсмены по очкам |
| --------- | ---------- | ---- | ------- | ----- | ------- | ----- | ---- | ----------------------- | -------------------- |
| 1999/2000 | 18-е место | 0    | 9       | 0     | 0       | 0     | 0    |                         |                      |
| 2000/2001 | 10-е место | 16   | 3       | 0     | 1       | 0     | 0    |                         |                      |
| 2001/2002 | 11-е место | 12   | 7       | 0     | 0       | 1     | 0    |                         |                      |
| 2002/2003 | 19-е место | 1    | 3       | 0     | 0       | 1     | 0    |                         |                      |
| 2003/2004 | 15-е место | 0    | 4       | 0     | 0       | 0     | 2    |                         |                      |
| 2004/2005 | 14-е место | 0    | 2       | 0     | 0       | 0     | 0    |                         |                      |
| 2005/2006 | 15-е место | 0    | 3       | 0     | 0       | 0     | 0    |                         |                      |
| 2006/2007 | 15-е место | 2    | 3       | 0     | 0       | 0     | 1    |                         |                      |
| 2007/2008 | 13-е место | 6    | 6       | 0     | 0       | 0     | 1    | Крис Уайлз (26)         | Крис Уайлз (130)     |
| 2008/2009 | 11-е место | 24   | 8       | 0     | 0       | 0     | 3    | Кевин Суирин (20)       | Кевин Суирин (100)   |
| 2009/2010 | 10-е место | 32   | 8       | 0     | 0       | 1     | 1    | Ник Эдвардс (17)        | Несе Малифа (120)    |
| 2010/2011 | 12-е место | 10   | 8       | 0     | 0       | 1     | 2    | Зак Тест (24)           | Зак Тест (120)       |
| 2011/2012 | 11-е место | 41   | 9       | 0     | 0       | 0     | 0    | Зак Тест (21)           | Зак Тест (107)       |
| 2012/2013 | 11-е место | 71   | 9       | 0     | 2       | 0     | 0    | Ник Эдвардс (20)        | Шелом Суниула (101)  |
| 2013/2014 | 13-е место | 41   | 9       | 0     | 0       | 0     | 4    | Зак Тест (23)           | Зак Тест (119)       |
| 2014/2015 | 6-е место  | 108  | 9       | 1     | 1       | 2     | 0    | Карлин Айлз (32)        | Мэдисон Хьюз (296)   |
| 2015/2016 | 6-е место  | 117  | 10      | 0     | 0       | 0     | 0    | Перри Бейкер (48)       | Мэдисон Хьюз (331)   |
| 2016/2017 | 5-е место  | 129  | 10      | 0     | 0       | 1     | 0    | Перри Бейкер (57)       | Перри Бейкер (285)   |
| 2017/2018 | 6-е место  | 117  | 10      | 1     | 0       | 1     | 0    | Карлин Айлз (49)        | Карлин Айлз (247)    |
| 2018/2019 | 2-е место  | 177  | 10      | 1     | 0       | 0     | 0    | Карлин Айлз (52)        | Мэдисон Хьюз (299)   |
| 2019/2020 | 7-е место  | 72   | 6       | 0     | 0       | 0     | 0    | Карлин Айлз (22)        | Карлин Айлз (110)    |
| 2020/2021 | 5-е место  | 22   | 2       | 0     | 0       | 0     | 0    | Малаки Эздейл (12)      | Малаки Эздейл (60)   |
| 2021/2022 | 6-е место  | 87   | 9       | 0     | 0       | 1     | 0    | Кевон Уильямс (31)      | Стивен Томасин (201) |
| 2022/2023 | 10-е место | 98   | 11      | 0     | 0       | 0     | 0    | Перри Бейкер (35)       | Стивен Томасин (225) |
| 2023/2024 | 9-е место  | 52   | 7       | 0     | 0       | 0     | 0    | Перри Бейкер (30)       | Перри Бейкер (150)   |
| Итого     | –          | 1235 | 174/211 | 3     | 4       | 9     | 14   | Перри Бейкер (293)      | Мэдисон Хьюз (1596)  |

* Тарелка и Щит были упразднены накануне сезона 2016/2017, а вместо Чаши стал разыгрываться Трофей Вызова. Перри Бейкер стал лидером по попыткам и очкам в сезоне 2016/2017.

### Текущий сезон
| Этап           | Дата                | Место     | В-Н-П | Разница очков | Рекордсмены по попыткам         | Рекордсмены по очкам | Игроки в символической сборной                             |
| -------------- | ------------------- | --------- | ----- | ------------- | ------------------------------- | -------------------- | ---------------------------------------------------------- |
| Дубай          | Ноябрь–декабрь 2018 | 2-е       | 4–2   | +34           | Перри Бейкер (6)                | Перри Бейкер (30)    | ---                                                        |
| ЮАР            | Декабрь 2018        | 2-е       | 5–1   | +104          | Стивен Томасин (5)              | Стивен Томасин (43)  | Мэдисон Хьюз и Дэнни Барретт                               |
| Новая Зеландия | Январь 2019         | 2-е       | 5–1   | +31           | Карлин Айлз (7)                 | Мэдисон Хьюз (39)    | Бен Пинкельман, Фолау Ниуа и Карлин Айлз                   |
| Сидней         | Февраль 2019        | 2-е       | 5–1   | +89           | Карлин Айлз и Кевон Уильямс (5) | Мэдисон Хьюз (35)    | Стивен Томасин, Мэдисон Хьюз                               |
| США            | Март 2019           | 1-е       | 5–1   | +74           | Карлин Айлз (8)                 | Карлин Айлз (40)     | Карлин Айлз, Мартин Иосефо, Стивен Томасин, Бен Пинкельман |
| Канада         | Март 2019           | 4-е       | 3–3   | –8            | Карлин Айлз (6)                 | Мэдисон Хьюз (32)    | Стивен Томасин                                             |
| Гонконг        | Апрель 2019         | 3-е       | 3–3   | +33           | Карлин Айлз (9)                 | Карлин Айлз (45)     | Карлин Айлз                                                |
| Сингапур       | Апрель 2019         | 4-е       | 4–2   | +68           | (многие) (3)                    | Мэдисон Хьюз (27)    | —                                                          |
| Лондон         | Май 2019            | 3-е       | 5–1   | +53           | Перри Бейкер (5)                | Перри Бейкер (25)    | Стивен Томасин                                             |
| Франция        | Июнь 2019           | 4-е       | 4–2   | +33           | Карлин Айлз (5)                 | Мэдисон Хьюз (36)    | Мэдисон Хьюз                                               |
| Итого          |                     | 2-е место | 43–17 | +511          | Карлин Айлз (52)                | Мэдисон Хьюз (299)   | Стивен Томасин (4)                                         |

#### Статистика игроков (2019/2020)
| Игрок          | Позиция      | Матчи | Захваты | Попытки |
| -------------- | ------------ | ----- | ------- | ------- |
| Стивен Томасин | Нападающий   | 28    | 47      | 12      |
| Мэдисон Хьюз   | Полузащитник | 24    | 45      | 4       |
| Перри Бейкер   | Винг         | 29    | 29      | 19      |
| Мака Унуфе     | Центр        | 26    | 23      | 8       |
| Дэнни Барретт  | Нападающий   | 29    | 19      | 8       |
| Мартин Иосефо  | Центр        | 21    | 18      | 4       |
| Бен Пинкельман | Нападающий   | 11    | 17      | 6       |
| Карлин Айлз    | Винг         | 29    | 16      | 22      |
| Наима Фуала’ау | Полузащитник | 25    | 12      | 6       |
| Кевон Уильямс  | Полузащитник | 28    | 10      | 3       |
| Мацео Браун    | Нападающий   | 16    | 13      | 1       |

## Отбор
Игроки проходят подготовку в Олимпийском тренировочном центре в Сан-Диего, из них в заявку на этап Мировой серии, чемпионат мира или Олимпиаду попадают 12 человек. В случае наиболее важных турниров уровня Олимпиады сборная США имеет право вызвать легионеров, выступающих на профессиональном уровне за границей. Регбийный союз США с января 2012 года заключает полноценные контракты с игроками: ранее игроки имели статус полу-профессионалов и получали стипендию за участие в матчах сборной. Исполнительный директор Регбийного союза США Найджел Мелвилл утверждал, что профессиональный статус является важным шагом при подготовке сборной к Олимпиаде. Включение регби-7 в олимпийскую программу значительно расширило финансирование спорта в США, и многие игроки в американский футбол, не имеющие шансов выступать в НФЛ на профессиональном уровне, получили шанс переключиться в регби.

## Текущий состав
Ниже приводится заявка сборной США на последний перед приостановкой турниров по регби-7 этап Мировой серии, прошедший в 2020 году в Канаде. Статистика ниже приводится только для Мировой серии.
| Игрок             | Позиция      | Возраст | Матчи | Попытки |
| ----------------- | ------------ | ------- | ----- | ------- |
| Дэнни Барретт     | Нападающий   | 35      | 48    | 90      |
| Стивен Томасин    | Нападающий   | 30      | 31    | 88      |
| Мацео Браун       | Нападающий   | 30      | 10    | 6       |
| Мэдисон Хьюз      | Скрам-хав    | 32      | 47    | 93      |
| Наима Фуала’ау    | Полузащитник | 27      | 4     | 6       |
| Мартин Иосефо     | Центр        | 35      | 41    | 73      |
| Перри Бейкер      | Винг         | 39      | 41    | 201     |
| Замена            |              |         |       |         |
| Малон Аль-Джибури | Нападающий   | 28      |       |         |
| Коди Мелфи        | Полузащитник | 32      | 3     | 4       |
| Кевон Уильямс     | Полузащитник | 34      | 21    | 36      |
| Мака Унуфе        | Центр        | 33      | 37    | 69      |
| Карлин Айлз       | Винг         | 35      | 51    | 204     |
| Резерв            |              |         |       |         |
| Бен Броселль      | Нападающий   | 26      | 3     | 1       |

Игроки, вызывавшиеся в течение 12 месяцев на предыдущие турниры:
| Игрок          | Позиция    | Возраст | Матчи | Попытки |
| -------------- | ---------- | ------- | ----- | ------- |
| Бен Пинкельман | Нападающий | 31      | 32    | 52      |
| Матаи Леута    | Нападающий | 35      | 36    | 27      |
| Фолау Ниуа     | Флай-хав   | 40      | 68    | 68      |

### Тренерский штаб
| Должность                        | Имя               |
| -------------------------------- | ----------------- |
| Главный тренер                   | Майк Фрайдей      |
| Помощник тренера                 | Энтони Рокес      |
| Директор по вопросам выступлений | Александр Маглеби |